# Drew Fata
Drew Richard Fata (Sault Sainte Marie, 28 luglio 1983) è un ex hockeista su ghiaccio canadese naturalizzato italiano, militava come difensore. È fratello minore di Rico, anch'egli hockeista su ghiaccio, e vanta presenze in AHL ed in NHL.

## Carriera
Drew Fata giocò nell'Ontario Hockey League dal 2000 al 2003 per un totale di 227 partite, con 22 reti e 78 assist. Nel 2001 fu scelto in 86ª posizione assoluta dai Pittsburgh Penguins. Nelle tre stagioni successive giocò per le formazioni affiliate ai Penguins in AHL ed in ECHL: i Wilkes-Barre/Scranton Penguins ed i Wheeling Nailers. Il 4 febbraio 2007 Fata firmò un contratto da free agent con i New York Islanders.
La sua prima rete in NHL il 15 marzo contro gli Ottawa Senators. Quando il difensore degli Islanders Sean Hill ricevette il 20 aprile una squalifica di 20 giornate a causa di un test risultato positivo al doping, Drew Fata fu chiamato per sostituirlo nello schieramento iniziale. Fece il suo debutto nei play-off quel giorno stesso contro i Buffalo Sabres, tuttavia gli Islanders persero la partita e uscirono sconfitti dalla serie.
Il 2 luglio 2008 Fata firmò con i Phoenix Coyotes; cominciò la stagione 2008–09 con gli affiliati ai Coyotes in AHL, i San Antonio Rampage, prima di essere ceduto ai Senators in cambio di Aleksandr Nikulin il 3 novembre. Terminò la stagione con i Binghamton Senators, raccogliendo 16 punti in 68 partite disputate.
Il 7 luglio 2009 Drew Fata firmò un contratto di un anno con i Boston Bruins, prima di essere passato ai Providence Bruins. Giocò solo 27 partite a causa di un infortunio alla caviglia, e per questo nei quattro mesi successivi al suo rientro non ricevette alcuna offerta. Alla fine Fata fu invitato a ritornare ai Wilkes-Barre/Scranton Penguins, la sua prima squadra professionistica.
Dopo solo una gara disputata con i Penguins Fata fu svincolato dal suo contratto, decidendo il 1º novembre di trasferirsi in Norvegia con la maglia degli Sparta Warriors, squadra della GET-ligaen. Dopo aver vinto il campionato norvegese il 3 agosto 2011 Fata firmò con l'HC Asiago, squadra italiana dove aveva già giocato il fratello Rico nella stagione 2004-2005. Dopo una stagione ad Asiago si trasferì in Gran Bretagna firmando un contratto annuale con gli Sheffield Steelers.

## Palmarès

### Club
- Campionato norvegese: 1

Sarpsborg: 2010-2011
- EIHL Playoff: 1

Sheffield Steelers: 2013-2014

### Individuale
- EIHL All-Star Second Team: 1

2012-2013